# Chlorophytum alpinum
Chlorophytum alpinum là một loài thực vật có hoa trong họ Măng tây. Loài này được Benth. ex Baker mô tả khoa học đầu tiên năm 1876.